# Naval Scare
Naval Scare (deutsch etwa „Marine-Schrecken, maritimer Schrecken“) ist ein politisches Schlagwort, das vor allem im Vereinigten Königreich während des Bestehens des Empires gebräuchlich war.
Der Begriff beschreibt die während der Empire-Zeit immer wieder aufkeimende Furcht der britischen Marineleitung und/oder der britischen politisch-gesellschaftlichen Eliten und/oder Bevölkerung, dass die britische Suprematie zur See durch den Flottenbau oder die vermeintliche oder tatsächliche Flottenstärke einer anderen Macht oder einer Kombination anderer Mächte gefährdet sei. 

## Hintergrund der Anfälligkeit für "Scares"
Die erhöhte Sensibilität und Furchtsamkeit der Briten in Bezug auf die Überlegenheit ihrer Flotte gegenüber den Flotten anderer Mächte gründete sich dabei im Wesentlichen auf die Auffassung, dass die Existenz des britischen Empires und damit die Macht und der Wohlstand Großbritanniens in erster Linie von der unerreichten Stärke und der unwiderstehlichen Überlegenheit seiner Marine über die Marinen anderer Staaten abhänge. Ein – auch nur scheinbares – kräftemäßiges Gleichziehen oder Sich-Annähern der Marinen anderer Staaten mit der britischen in Qualität oder Quantität wurde daher meistens als eine existentielle Bedrohung der Wohlfahrt des britischen Staates und des britischen Volkes empfunden. 
Dementsprechend reagierten die Briten auf Missstände und Defizite bei der Instandhaltung ihrer Flotte und ihrer Marineanlagen oder auf ehrgeizige Flottenbauprogramme anderer Staaten äußerst empfindlich und reizbar. Wenn diese Empfindlichkeit und Reizbarkeit massenhaft panikartige Züge in Presse und Öffentlichkeit annahm, so wurde von einem „Naval Scare“, der Angst um die Marine als „der Briten liebstes Kind“ gesprochen.

## Historisch bedeutsame Naval Scares
Wichtige Naval Scares waren:
- Der Naval Scare von 1884
- Der Naval Scare von 1909, der Ausgangspunkt des ersten Rüstungswettlaufes im 20. Jahrhundert gilt.